# 8738 Saji
8738 Saji (1997 AQ16) là một tiểu hành tinh vành đai chính.